# Hendrik Frederik Lodewijk Karel van Vredenburch
Jhr. Hendrik Frederik Lodewijk Karel van Vredenburch (Wenen,  31 oktober 1905 − Chéserex, 17 november 1981) was een Nederlandse topdiplomaat.

## Biografie
Van Vredenburch was een telg uit het geslacht Van Vredenburch en enig kind en zoon van diplomaat jhr. dr. Carel Gerard Willem Frederik van Vredenburch (1874-1927) en de Napolitaanse Luisa Capece Minutolo dei Duchi di San Valentino e Marchesi di Bognano (1883-1931). Hij studeerde af in de rechten te Utrecht en trouwde in datzelfde jaar met Eliza Dorothea barones van Tuyll van Serooskerken (1906-1976), telg uit het geslacht Van Tuyll van Serooskerken, uit welk huwelijk een zoon werd geboren. Hij hertrouwde in  1934 met jkvr. Irene Héloïse Pauw van Wieldrecht (1906-1998), telg uit het geslacht Pauw uit welk huwelijk nog een zoon en twee dochters werden geboren.
Vanaf 1932 trad Van Vredenburch in diplomatieke dienst. Er volgde een onderbreking nadat hij op 12 november 1933 de veroorzaker was van een auto-ongeluk met dodelijke afloop; hij zou dronken achter het stuur hebben gezeten. In 1935 en 1936 was hij consul te Hamburg, daarna werd hij geplaatst te Buenos Aires. Vanaf 1939 was hij op post bij het ministerie, deels ook in Londen, vanaf 1942 te Washington. Na de Tweede Wereldoorlog speelde hij een belangrijke rol bij de onderhandelingen over de onafhankelijkheid van Indonesië. In 1948 werd hij administrateur van de Internationale Zone van Tanger tot dat hij in 1952 voor vier jaar plaatsvervangend secretaris-generaal van de NAVO werd. Vanaf 1956 was hij vertegenwoordiger bij de Europese Gemeenschap voor Kolen en Staal, gevolgd in 1958 door de functie van directeur-generaal Europese samenwerking op het ministerie. In 1959 was hij ambassadeur te Bonn. Vanaf 1962 was Van Vredenburch ambassadeur te Rome. In 1965 werd een Nederlandse ambassade in Malta opgericht, met zetel te Rome waardoor hij beide posten combineerde; dit bleef hij doen tot zijn pensioen in 1970. Tijdens zijn tijd in Rome was zijn buitenhuis in Gstaad de logeerplaats voor prinses Beatrix en haar latere verloofde prins Claus.
Van Vredenburch wordt gezien als een van de naoorlogse Nederlandse topdiplomaten, uit de school van Van Roijen. Hij heeft een belangrijke rol gespeeld in de Indonesische kwestie alsmede in de internationale organisaties als de NAVO en de EEG. In 1985 werden zijn herinneringen gepubliceerd.
Van Vredenburch was Ridder in de Orde van de Nederlandse Leeuw en sinds 1970 bij bevordering Grootofficier in de Orde van Oranje-Nassau (sinds 1965 was hij Commandeur in die orde).